# 基督教對酒的觀點
基督教對酒的觀點有許多，基督教千餘年的歷史中，基督徒將酒精飲料作為日常生活中不可缺少的一部份，在聖餐中幾乎總是飲用葡萄酒。依據《聖經》和基督教傳統，認為酒是神的禮物，可以使到生活更加快樂，但是酗酒所導致的醉酒是一種罪。在19世紀中期，出現對酒精消費持著溫和主義的教徒外，也出現了迴避主義及禁酒主義的新教信徒。今日，上述三種主義都存在於基督教，但是溫和主義仍然佔據多數，例如聖公會、天主教、東正教及相當大一部份的新教。

## 聖經中的酒
酒精飲料頻繁出現在聖經之中。一方面它可以帶來歡樂的神的祝福，另一方面它也可能導致人失去理智或对他人施虐。基督教對酒的觀點大多基于聖經，以及猶太人及基督教傳統。聖經語言中有數個單詞代表酒精飲料，同時儘管一些禁酒主義和迴避主義者有不同的看法，但通常都認為這些單詞最初並不是指會使人喝醉的飲料。

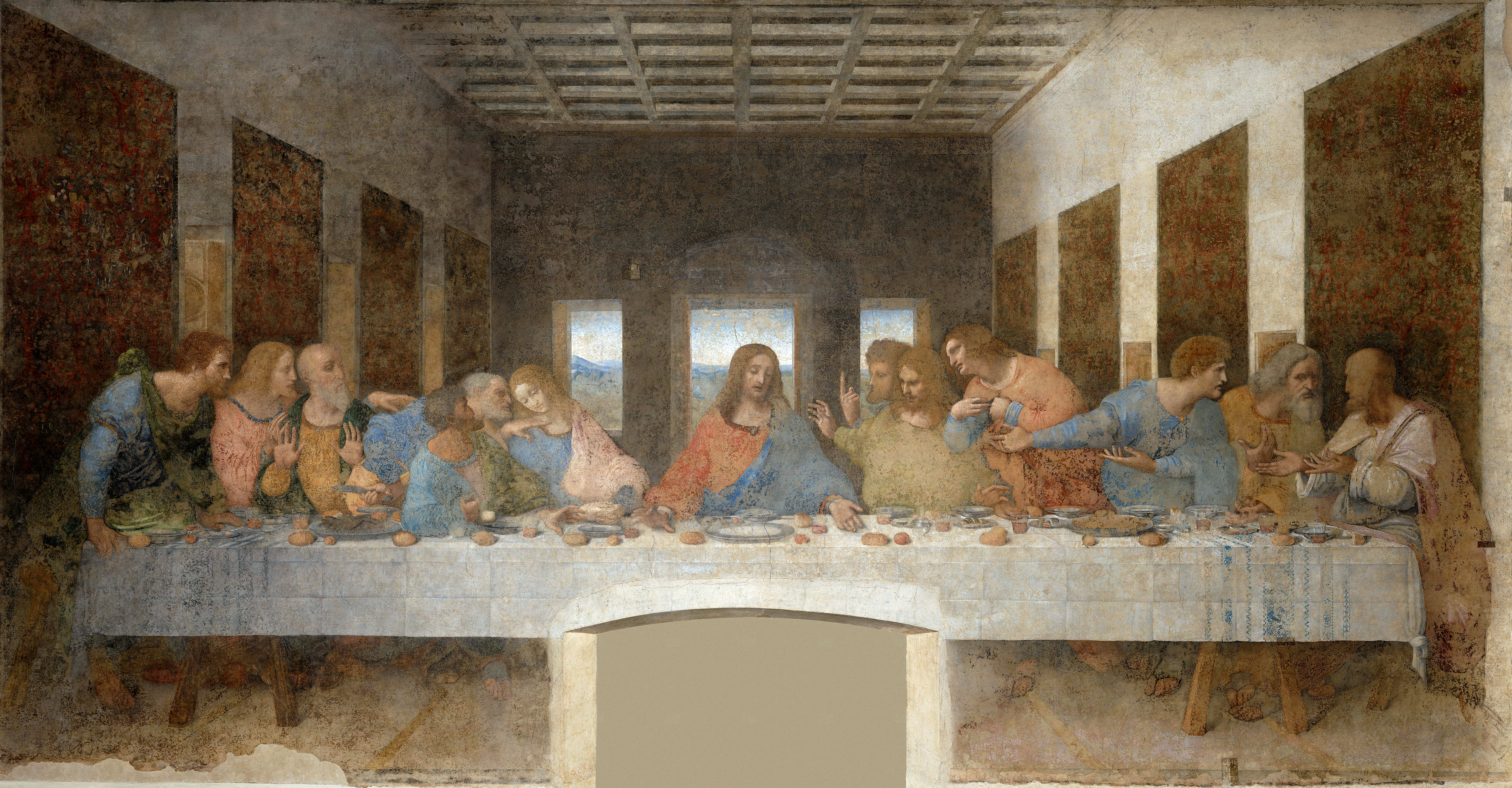
《最後的晚餐》，達·芬奇

在聖經中描繪的日常生活里頻繁出現的葡萄酒總有著積極或消極的隱喻意味。從積極的方面來講，葡萄酒是豐産和聖血的象徵，反之，他也是嘲諷者的象徵，滿飲一杯烈性葡萄酒有時可能會是上帝的審判或憤怒的象徵。
聖經中曾提及葡萄酒會帶來歡愉。舊約中葡萄酒用在祭儀和節日慶祝上。福音書中載耶穌的第一個神跡是在迦拿的婚禮上，造出了大量的葡萄酒，當在最後的晚餐上享用聖餐時，他說葡萄酒是“用（他的）血所立的新約”，不過在這一點的具體所指上還存在爭議。在聖經時代，酒也作醫療用途，例如口服麻醉劑、局部清潔劑以及助消化。

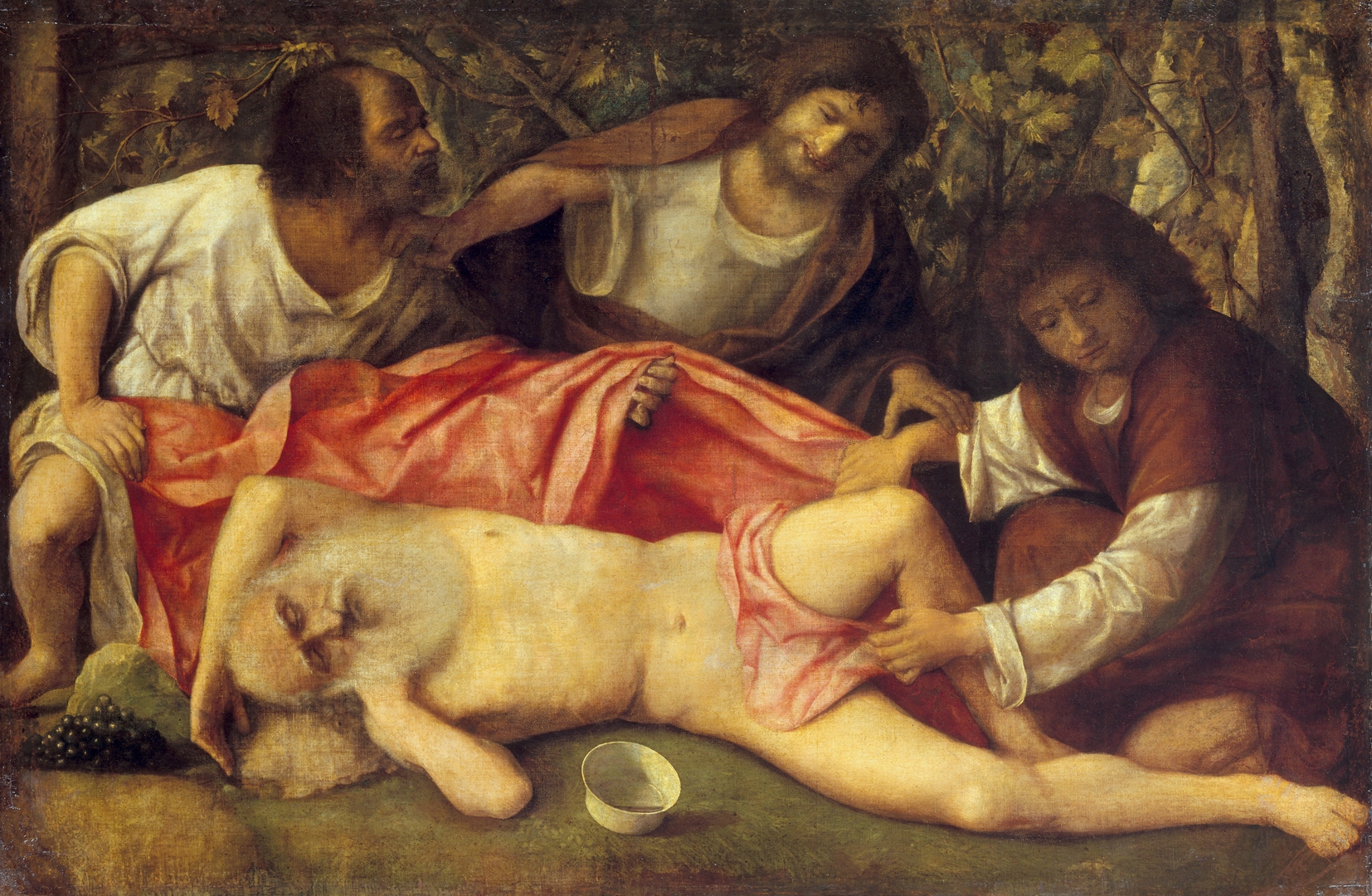
《諾亞醉酒》，喬凡尼·貝利尼

舊約裡的國王和神父在很多時候都不可以飲用葡萄酒，一些時候連醋、葡萄和葡萄乾都不可以享用。聖保祿進一步指出了基督徒對於未成熟的基督徒們的責任：“若是吃肉和飲葡萄酒會造成你的兄弟們墮落，就不要去做這様的事”。

實際上所有的基督教派都同意聖經確實在很多章中都對醉酒進行了譴責，《伊斯頓的聖經詞典》中說：
|  | 醉酒之罪……在古時並非不常見，在聖經中被直接指代以及用來作為隱喻而出現了七十次以上。 |

此外，諾亞和羅得醉酒的後果也被用來警告他人不要酗酒，而且聖保祿也因科林斯人在聖餐慶典上醉酒而責駡過他們。對幾乎所有的基督徒來說，醉酒不僅僅是一種令人厭惡的個人和社會陋習，同時也擋住了天堂大門，褻瀆了棲居著聖靈的身體以及教會。

## 聖經時代的葡萄酒釀造
巴勒斯坦的氣候和土地都很適宜種植葡萄，當時葡萄酒是一種重要的商品。葡萄園有圍牆、籬笆以及瞭望塔守衛，以防強盜及動物的威脅。

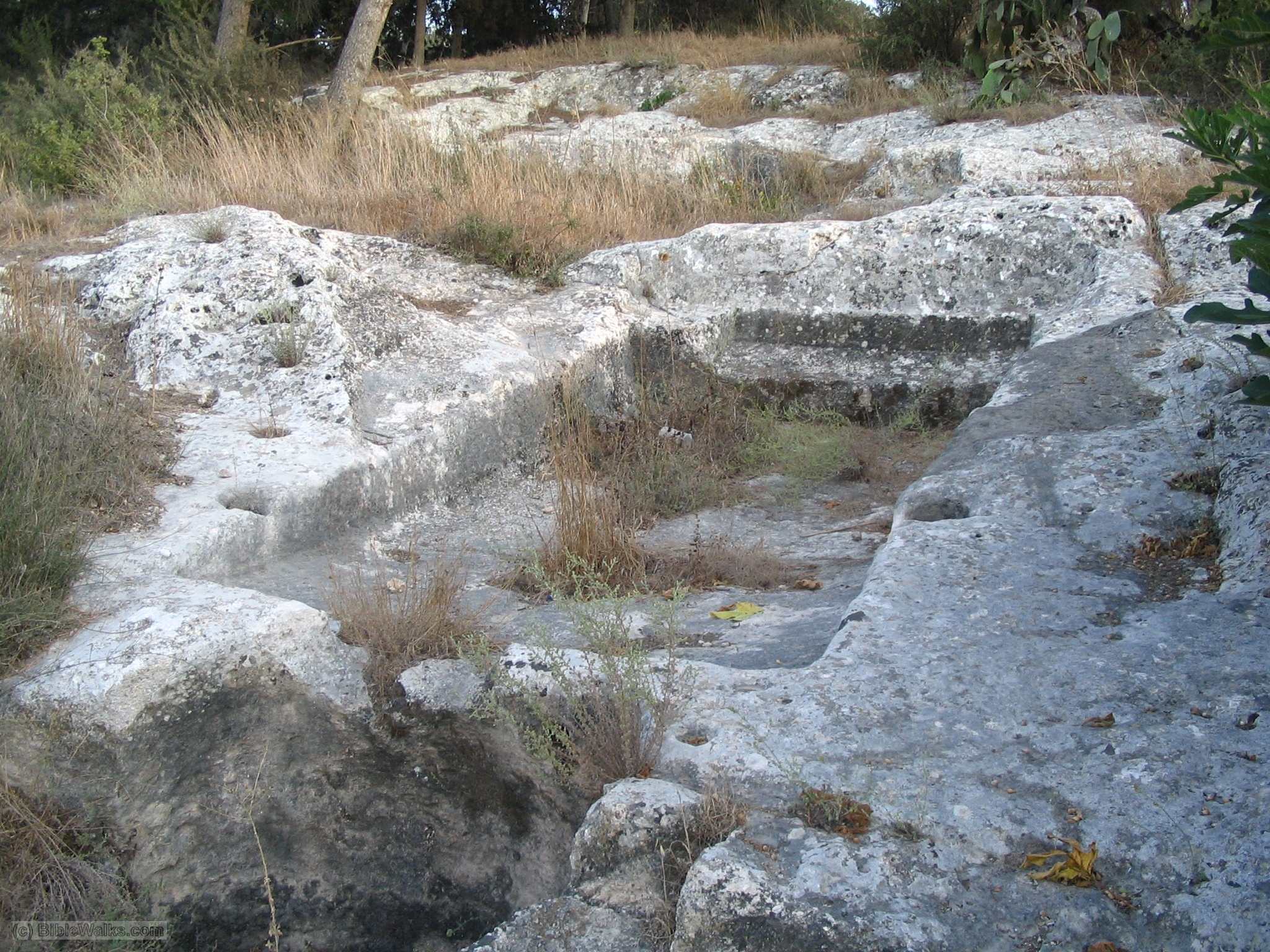
古以色列的葡萄酒壓榨的地點，右邊是壓榨葡萄的池子，左邊的坑用來收集葡萄汁

葡萄的豐收帶來歡樂，一些收穫的葡萄會被馬上吃掉，而其他的則被製成葡萄乾以及釀成葡萄酒。
釀造葡萄酒時，在壓榨之後就開始進行發酵，并被倒入巨大的陶罐中密封保存。如果需要運輸，則倒入葡萄酒囊（一般由鞣製的山羊皮製成）中。數星期后後發酵完畢，被倒入更大容器里貯藏後者直接外售。通常當時的葡萄酒中會加入香料等物質以掩蓋其缺陷。
住棚節被描述為葡萄豐收和壓榨後緊接而來的節日。

## 基督教歷史和傳統中的酒精

### 基督之前
基督之前希伯來人認為葡萄酒是神創造的這個世界的一部份，因此雖然過度飲酒會帶來危害，但他“必然本來就是好的”，猶太人也更強調快樂而不是節欲。
直到巴比倫之囚（大約公元前537年左右）後和舊約結束時，葡萄酒一直都是“各年齡段和各階層中的常見飲品、營養的重要來源、節日中最重要的成份、一種被廣泛認可的藥物、任何要塞的供應品以及重要的商品”，被當做“希伯來人生活中不可少的一個元素”。安息日的終節儀式上、割禮、逾越節和婚禮上也會用到葡萄酒。
有些人認為在聖經中葡萄酒常是被用水稀釋來減弱其效力的，但是一般觀點是聖經中的葡萄酒雖有時混合香料來提味，但不常用水稀釋，並且摻水的葡萄酒在舊約中是腐敗的隱喻。但是希臘人卻常在酒中加水以減弱其效力并改善口感，在馬加比二書（約公元前二到一世紀）的時代，亞歷山大大帝征服了巴勒斯坦，猶太人也很大程度上接受了一些希臘文化，并將之帶入新約時代的猶太人祭儀中。
古羅馬時期，龐培再次征服巴勒斯坦，并設猶太行省，當地人也成為羅馬公民，按規定每個普通成年公民每天可以喝大約1升葡萄酒，不過那時相對葡萄酒來說，啤酒則更為常見
。

### 基督教早期
使徒教父們很少提及葡萄酒，但是基督教早期教父明確提及早期基督教在聖餐上會使用葡萄酒，并依據流行風俗兌水。《提摩太前書》中保羅建議身體不適的提摩太可以喝一點酒。十二使徒遺訓中命令基督教徒分出一部份的葡萄酒以支持一位真正的先知，如果他們沒有先知的話則分給窮人。
亞歷山太的革利免（死於約215年）曾寫道，他很讚賞那些生活作風嚴肅，能節制飲酒的人，并建議年輕人要節制飲酒以免點燃他們的“野性激情”，但是並不排斥用酒做藥，在一天的工作后小酌兩口也是可以接受的。
居普良（死於258年）認為像諾斯底主義信徒那樣在聖餐中以水代酒違背了“福音派和使徒的準則”，不過他也反對醉酒。
約翰一世（死於407年）強調飲酒適度，并駁斥了一些異教徒和基督教徒認為不應有葡萄酒存在的觀點，他說
|  | 不應該醉酒；葡萄酒是神的禮物，而醉酒則屬於魔鬼。葡萄酒不會令人喝醉，但是不節制卻會這樣。不要將之歸咎于神的手藝，這是凡人的愚行 |

因此，節制這一觀點從希臘哲學中逐漸滲入基督教倫理學，并成為安波羅修和希波的奧古斯丁所推崇的四樞德之一。相反，醉酒則被認為屬於七宗罪之一的貪食。

### 中世紀

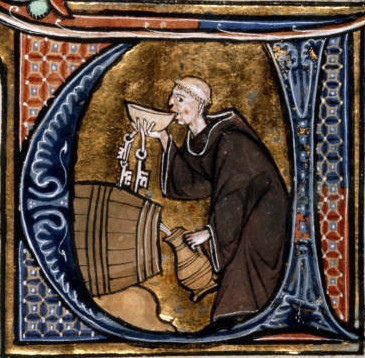
僧侶管窖人正在從酒桶中取酒出來品嘗，這幅畫來自于一份13世紀的泥金寫本

羅馬帝國的衰落使得西歐和中歐葡萄酒的生產和消費大受影響，不過教會（特別是在拜占庭）依舊保存下了葡萄栽培和葡萄酒酿制的技術。
中世紀的僧侶是成功的啤酒和葡萄酒釀造人之一，同時他們每天被允許可以喝5升啤酒，並且齋戒期間也可以飲用啤酒。聖本篤（死於547年）創立的圣本篤會規中偏向認為僧侶每日應無葡萄酒，同時也相信戒酒是抑制物慾的通途。但是他本人也曾指出這是令人不愉快的。故而圣本篤做了讓步，認為每日可以飲用四分之一升（或半升）的葡萄酒 特殊情況下可以更多，同時禁酒也成为了一項懲罰措施。
托馬斯·阿奎那（死於1274年）認為適度飲酒不影響被救贖，但是特定的某些人需要完全戒酒。他認為聖餐上一定要有葡萄酒，同時未發酵的葡萄汁也被當做是葡萄酒——因為它可以自然轉變成後者。
1319年，貝爾納多·托洛梅伊最初堅持比本篤會更嚴格的禁欲規則。其追隨者是“狂熱的完全禁欲者”，甚至摧毀了他們自己的葡萄園，但這相關規章不久便被修改了。
因為天主教聖體聖事飲用的需要，除了一些酒精過敏的僧侶，傳教士將葡萄種植技術帶到了幾乎所有他們能抵達的地方，以生產葡萄酒並用以進行彌撒。天主教有許多早期和中世紀聖人都與酒有關，例如啤酒的主保聖人聖艾德里安、釀酒者和酒保以及葡萄酒商人的主保聖人聖阿曼德、都爾的瑪爾定以及葡萄酒商的主保聖人聖文森特。
在東正教，除去聖餐之外，其他一些儀式也需要用到葡萄酒。在聖餐之後，信徒們會飲用一杯溫葡萄酒。不過在大多是齋日東正教圖都是不可以喝葡萄酒的，聖特立馮是葡萄園工人的主保聖人。在塞爾維亞正教會中，葡萄就會被用在慶祝一個叫做Slava的節日。

### 宗教改革
在宗教改革中，從馬丁·路德、約翰·加爾文到慈運理、約翰·諾克斯都支持在儀式中使用葡萄酒，加爾文本人在日內瓦的年薪中就包括幾桶葡萄酒。信義會協和信條（1576年）、衛理公會教綱（1784年）和再洗禮派也都支持使用葡萄酒。英國清教徒也支持飲用葡萄酒和麥芽酒。

### 美洲殖民地
最初前往美洲的移民幾乎每人都帶著一定數量的酒，並將之用於幾乎任何領域，包括神職授任、葬禮等等。美洲殖民地牧師、哈佛大學校長英克里斯·马瑟在一次布道時說：
|  | 飲酒本身是上帝的一個好的造物，我們應懷著感激的心去接受他，但是酗酒卻是來自撒旦。 |

### 衛理公會
約翰·衛斯理認為烈酒，例如白蘭地和威士忌不應用於除醫療外的其他地方，並且說不加選擇地將蒸餾器賣給他人甚於神譴的毒藥和謀殺。1744年，衛斯理給衛理公會下的一些組織的指示中要求他們“不品嘗任何含酒精的液體……除非有醫師許可”。1780年，在巴爾的摩的一場衛斯理工會會議上，教徒公開反對烈酒生產并決定與不願放棄生產烈酒的人脫離關係。在第一波美國禁酒運動之後，他們將戒酒的範圍擴展到了除烈酒之外的其他酒精飲料。
衛斯理的宗教會規在1784年被美國的美以美會接受了，承認葡萄酒可用於聖餐並且任何人都可以享用。

### 禁酒運動
很多大規模的禁酒運動都是在19世紀之後發起的，而它們又多數只是反烈酒，在反對者看來烈酒更便宜也更容易使人醉酒，同時也並不都反對適當飲用其他的酒精飲料。然而隨著美洲大陸第二次大覺醒的發生，禁酒運動也逐漸開始排斥一切酒精飲料了。
最終的結果是酒開始被厭棄，以至於開始從聖餐等宗教儀式中逐漸減少了，然而在許多教會中葡萄酒這樣的葡萄釀造的酒還是很受歡迎的，而一些教會則宣稱需要在聖餐中使用“未發酵的酒”，因此一些禁酒者開始用濃縮葡萄汁取代葡萄酒。1869年，托马斯·布拉姆韦尔·韦尔奇找到了利用巴士德消毒法保存葡萄汁的方法，這樣教會就可以方便地在聖餐中使用葡萄汁而不必擔憂其腐敗問題了。
1838年至1845年，愛爾蘭禁酒人士、神父西奧博爾德·馬修一共對大約三到四百萬人做了禁酒宣傳，並和一些美國人形成了許多禁酒團體，但是其影響力卻十分有限。1872年，美國基督教完全禁酒聯盟聯合這些團體成立，1913年其會員達到90,000人，其中不乏青少年和女性，其宗旨是通過說服普通人而不是利用政治手段來達成目的，其行為受到了兩任教宗良十三世（1878年）和庇護十世（1906年）的贊許。不過也有相當的反對聲音，例如密爾沃基的大主教塞巴斯蒂安·傑拉爾德·梅斯梅爾公開譴責禁酒運動遵循了“絕對錯誤的準則”并蓄意破壞教會“最神聖的秘密”——即聖餐，並且禁止他主教教區內的神父支持禁酒運動，而建議他們採取溫和的態度。最終，天主教教義並沒有受到禁酒運動太大的影響。
信義會和聖公會也沒有轉變它們的中立地位，甚至英國的宗教禁酒團體事實上也不完全主張禁酒。而其他的教會則頻繁出現在禁酒的舞臺上，許多衛理公會、浸信會和長老會教徒都支持絕對禁酒。
20世紀早期禁酒運動達到高峰，隨後便開始衰落。相對美國來說，不列顛群島、北歐和其他一些地區禁酒運動的影響就更加微弱。

## 現今
現在，基督教關於酒的觀點大致可分為溫和主義、迴避主義和禁酒主義。后二者觀點有相似之處，其區別在於前者支持利用理智來達成禁酒的目的，而後者則偏向利用法律。

### 溫和主義
持該觀點的是天主教、東正教、聖公會 以及諸多新教教派，信義宗、耶和華見證人 和改革宗也接受這一觀點。
溫和主義認為根據聖經和傳統智慧，酒是神賜的禮物，就算有危險性，也應該採取溫和和理智的態度而不是完全否定他，他們也認為節制比禁欲更符合聖經規範。
大體上所有的持溫和主義的教派都支持在聖餐中使用葡萄酒，不過由於禁酒主義者的影響和部份人的過敏體質問題，也會提供葡萄汁來代替葡萄酒，一些基督教徒會按照古代傳統在酒中兌水。

### 迴避主義
持這一觀點的教派是浸信會、五旬節派、衛理公會以及其他福音派教會和包括救世軍在內的一些新教組織。迴避主義的著名支持者有葛培理、約翰·F·麥克阿瑟、阿爾伯特·莫勒和約翰·派博。
迴避主義者相信儘管酒精消費本身不是邪惡的，也不需要在任何場合都迴避，但他還是一個不明智的，或者不是最謹慎的選擇。儘管他們不需要禁止自己飲酒以保證在教會內的地位，但是高層人士還須注意。
迴避主義者認為聖經中有警告酒會影響人的道德判斷立，如果執意飲酒也可能會造成異見者之間的矛盾從而進一步影響基督教的統一和教徒間的友愛，同時因為酒會帶來不好的影響故而必須要反對，一些迴避主義者認為這可以提升自己的品德。
此外，他們認為雖然在古代飲酒是更容易接受的，但是現在的環境已然不同了。他們認為在聖經時代的葡萄酒沒有現在這麼強烈，並且因為會兌水所以更不容易喝醉，不過有一些非迴避主義者認為這個論據並不十分可靠，同時現在的經濟和技術都大不一樣，故而兩者是不能相提並論的。

### 禁酒主義
自禁酒運動衰退之後，持禁酒主義的人數便逐漸減少。依舊持該論點的教會和組織有南美浸信會和基督复临教派。救世軍的創始人卜威廉就是一位禁酒主義者，不過他所成立的組織現在已經改持迴避主義了。
禁酒主義者例如史蒂芬·M·雷諾茲 和Jack Van Impe都認為聖經禁止了飲酒，認為聖經中的一個章節里所提到的用來療傷的酒實際上是未發酵的葡萄汁，且實際上聖經中提及的所謂的酒精飲料實際上真實性還待定。一些禁酒主義者認為聖經中翻譯的相關詞彙存在偏差。
後期聖徒運動中最大的團體耶穌基督後期聖徒教會也認為神曾經說過反對酒精的使用。他們的依據主要是摩爾門教正典《教義和聖約》中的智慧之言，儘管其中有提到在類似于聖餐的聖禮中可以使用葡萄酒，但摩爾門教現在已在該儀式中換用了水。